# 石井多加三
石井多加三（日语：石井 多加三，いしい たかぞう，1921年2月14日—2014年6月15日），日本实业家、政治家。

## 生平
1943年，毕业于日本東京帝国大学。1967年，担任日本郵政省郵政局次長。次年，担任郵政省名古屋郵政局長。1969年，仁郵政省大臣官房資材部長。1975年，任郵政事務次官。1982年，担任日本国际电信电话公司副社長。1985年，升任社長。1989年，曾组织日本代表团访问中国。
2014年6月15日，因肺炎去世，享年93岁。

## 脚注
1. ↑  《中国交通年鉴》编辑委员会. . 中国交通年鉴社 ,. 1989年11月: 261.
2. ↑  石井多加三さん死去 元郵政事務次官、元国際電信電話〈現ＫＤＤＩ〉社長 （页面存档备份，存于） 有名人の葬儀 2014年6月20日